# Falls Festival
Pour les articles homonymes, voir Falls.
Le Falls Music and Arts Festival (communément appelé Falls) est un festival de musique organisé annuellement sur plusieurs jours à Byron Bay (Nouvelle-Galles du Sud) et à Fremantle (Australie-Occidentale), en Australie, pendant la période du Nouvel An et du mois de janvier. Il est possible de camper et tous les sites ont des plages à proximité, qui sont soit accessibles à pied, soit accessibles en bus. Les artistes qui se produisent au festival sont notamment des artistes de rock, de hip-hop, de musique indépendante, de musique électronique, de blues et de roots.
Le festival s'est précédemment tenu à Lorne, dans l'État de Victoria, depuis sa création jusqu'en 2018, à Marion Bay, en Tasmanie, entre 2003 et 2019 et à Melbourne, dans l'État de Victoria, en 2022. Le Falls Festival de Byron Bay propose une rave party cachée derrière un lavomatique. 

## Histoire
Pour la première fois en 2003, deux événements sont organisés simultanément : l'un à Lorne et l'autre à Marion Bay, en Tasmanie. Les mêmes artistes participent aux deux événements ; les artistes du 30 décembre qui ont joué à Lorne ont joué le 31 décembre à Marion Bay, et vice versa. Les festivals de Lorne et de Marion Bay ont continué à se dérouler simultanément et les artistes continuent à être échangés entre les deux sites au cours du festival. Les festivals suivants ont conservé ce format à deux sites.
L'édition de l'événement à Byron Bay est introduite en 2013, augmentant la portée du festival à travers le pays. En 2019, le festival sur le site de Lorne est annulé en raison du risque extrême de feux de brousse pendant la feux de brousse de 2019-2020 en Australie. Toutes les éditions des festivals en 2020 et 2021 sont annulées en raison de la pandémie de Covid-19 en Australie, les organisateurs citant des restrictions de voyage entre les États.
En 2021, l'édition du festival à Marion Bay est définitivement annulée, les organisateurs invoquant la faiblesse des recettes de l'événement. En mars 2023, Secret Sounds, les organisateurs des festivals, mettent sur le marché la propriété de 273 hectares de Marion Bay qui accueille le festival en Tasmanie, afin qu'elle soit vendue sous réserve de manifestations d'intérêt. En 2022, l'édition victorienne du festival se tient au Sidney Myer Music Bowl dans le centre de Melbourne, après avoir été initialement prévue dans la ville de Murroon, située à 35 km de Lorne. Les organisateurs du festival se sont retirés du processus de planification après qu'un petit groupe local se soit opposé à l'approbation du permis de construire. Le festival n'a pas lieu en 2023, les organisateurs ayant décidé de prendre une année sabbatique. 

## Distinctions
En 2008, le Falls Festival remporte le prix du festival FasterLouder pour la « meilleure programmation » et, l'année suivante, le site de Marion Bay reçoit le prix du « lieu et de l'emplacement préférés ».

### National Live Music Awards
| 2016  | Falls Festival | Meilleur festival ou événement  | Nomination |
| 2018, | Falls Festival | Meilleur festival ou événement  | Nomination |
| 2019, | Falls Festival | Événement de l'année à Victoria | Lauréat    |
| 2019, | Falls Festival | Tasmanian All Ages Achievement  | Lauréat    |